# Pomnik Kościuszkowców
Pomnik Kościuszkowców – monument znajdujący się u zbiegu ulic Wybrzeże Szczecińskie i Okrzei w dzielnicy Praga-Północ w Warszawie. Upamiętnia próby niesienia pomocy powstaniu warszawskiemu podejmowane przez żołnierzy 1 Dywizji Piechoty im. Tadeusza Kościuszki.

## Opis
14 września 1944 oddziały 1 Armii Wojska Polskiego i Armii Czerwonej wyzwoliły spod okupacji niemieckiej prawobrzeżną część miasta. Polskie oddziały podjęły wtedy, zakończoną niepowodzeniem, próbę udzielenia pomocy walczącym powstańcom przeprawiając się przez Wisłę w rejonie przyczółka czerniakowskiego i na Kępie Potockiej.
Przewodniczącym społecznego komitetu budowy pomnika upamiętniającym te wydarzenia został Włodzimierz Sokorski. Wiosną 1979 ogłoszono konkurs na projekt monumentu pod hasłem „...ale najpiękniejszy jest naszej Wisły brzeg”, gdzie spośród 30 zgłoszonych prac wybrano projekt Andrzeja Kastena. Pomnik miał stanąć w 1980, jednak plany te pokrzyżował zryw „Solidarności” i stan wojenny. Z inicjatywy Związku Kombatantów WP i Klubu Kościuszkowca do prac przystąpiono w październiku 1983, akt erekcyjny pod pomnik wmurowano 7 października 1983 w ramach 40. rocznicy powstania Ludowego Wojska Polskiego. Wykonano nasyp ziemny dla wyeksponowania 12-metrowej, 48-tonowej rzeźby Kastena odlanej w brązie w Zakładach Mechanicznych im. Marcelego Nowotki. Monumentalny posąg przedstawia żołnierza w rogatywce, z pepeszą w dłoni i rozwianej pelerynie, wyciągającego rękę w stronę lewobrzeżnej Warszawy. Składał się z około 300 elementów. Z uwagi na wielkość i wagę odlewów wytyczono specjalną trasę ich przewozu z fabryki na miejsce montażu.

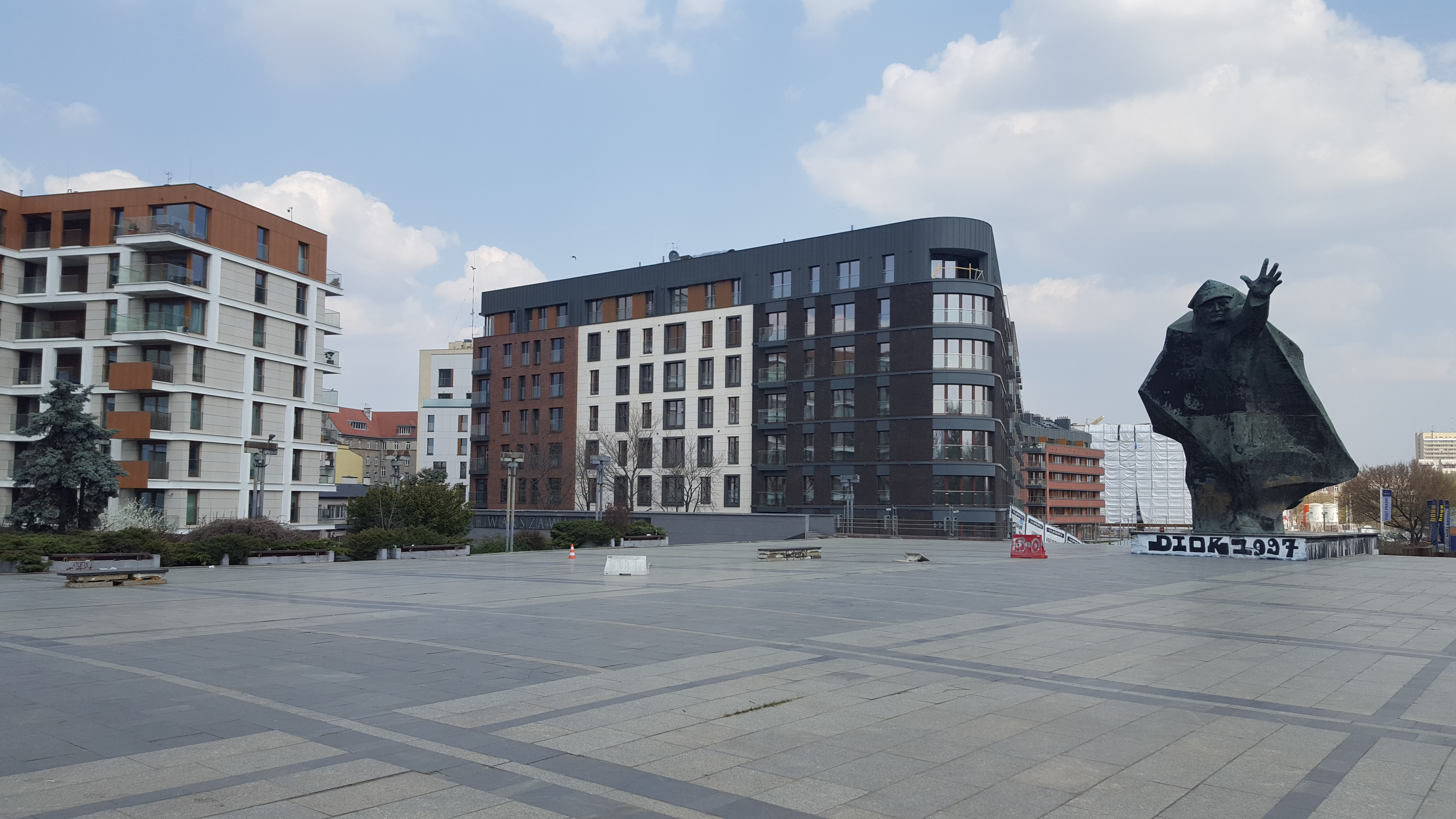
Otoczenie pomnika

Całość kompozycji przekroczyła wysokość 16 metrów, a rozległy plac wyłożony kamiennymi płytami został obsadzony zielenią. Projektantem otoczenia pomnika był Bogusław Chyliński. W pracach przy budowie monumentu brały udział liczne warszawskie przedsiębiorstwa, weterani, młodzież oraz żołnierze Ludowego Wojska Polskiego.
Pomnik został odsłonięty 17 stycznia 1985, podczas obchodów 40. rocznicy wyzwolenia Warszawy.
Z powodu gestu postaci na pomniku, monument bywa żartobliwie nazywany przez mieszkańców „pięć piw proszę”.
W 2011 związku z realizacją projektu Port Praski pojawiły się plany przeniesienia monumentu w okolice mostu Świętokrzyskiego.